# Lengőkeret csillapítás
A mechanikus felépítésű, elektromágneses műszerek lengőrészei a villamos kitérítő nyomaték hatására, visszatérítő nyomaték ellenében kitérnek. Tehetetlenségüknél fogva a mért értéken túllendülnek. Ezt követően egyre csökkenő lengéseket végeznek a mért érték körül. A beállási időt a szabvány 4 másodpercben határozza meg.

## Használata
A lengőkeret csillapítás csak állandó mágneses műszereknél használható, mivel a csillapításnak mindig azonosnak kell lennie.

## Működési elve
Lengőtekercses műszereknél a lengőtekercs huzalját egy fémből készült lengőkeretre tekerjük. Az elmozdulás hatására az állandó mágnes erővonalai metszik a lengőkeretet, így abban feszültség indukálódik. Mivel lengőkeret csillapításnál a keret mindig egy zárt menet, abban áram folyik. A keretben folyó áram Lenz törvénye értelmében akadályozni igyekszik az indukciót, tehát az elmozdulást.

## Mértékének beállítása
A tehetetlenségi nyomaték függ a lengőrész súlyától, és geometriai méreteitől. Az állandó mágnes erőssége, és így az indukált feszültség nagysága adott. Az keretben folyó áramot viszont tudjuk befolyásolni a keret ellenállásának megválasztásával.
- Különféle alumínium ötvözetek használatával, eltérő fajlagos ellenállással.
- Az eloxált alumínium keret vastagságának csökkentésével.
- A kereten négyszögletes kicsípésekkel a keresztmetszet csökkentésével.
- Vörösréz lengőkeret használatával.

## Szigetelés
Féltengelyek használata esetén a két féltengely eltérő potenciálon van. A féltengelyeket a lengőkerettől gondosan el kell szigetelni.

## Külső hivatkozások
- Karsa Béla: Villamos mérőműszerek és mérések. (Műszaki Könyvkiadó. 1962)
- Tamás László: Analóg műszerek. (Jegyzet. Ganz Műszer ZRt. 2006)